# Kommende Jungen-Biesen

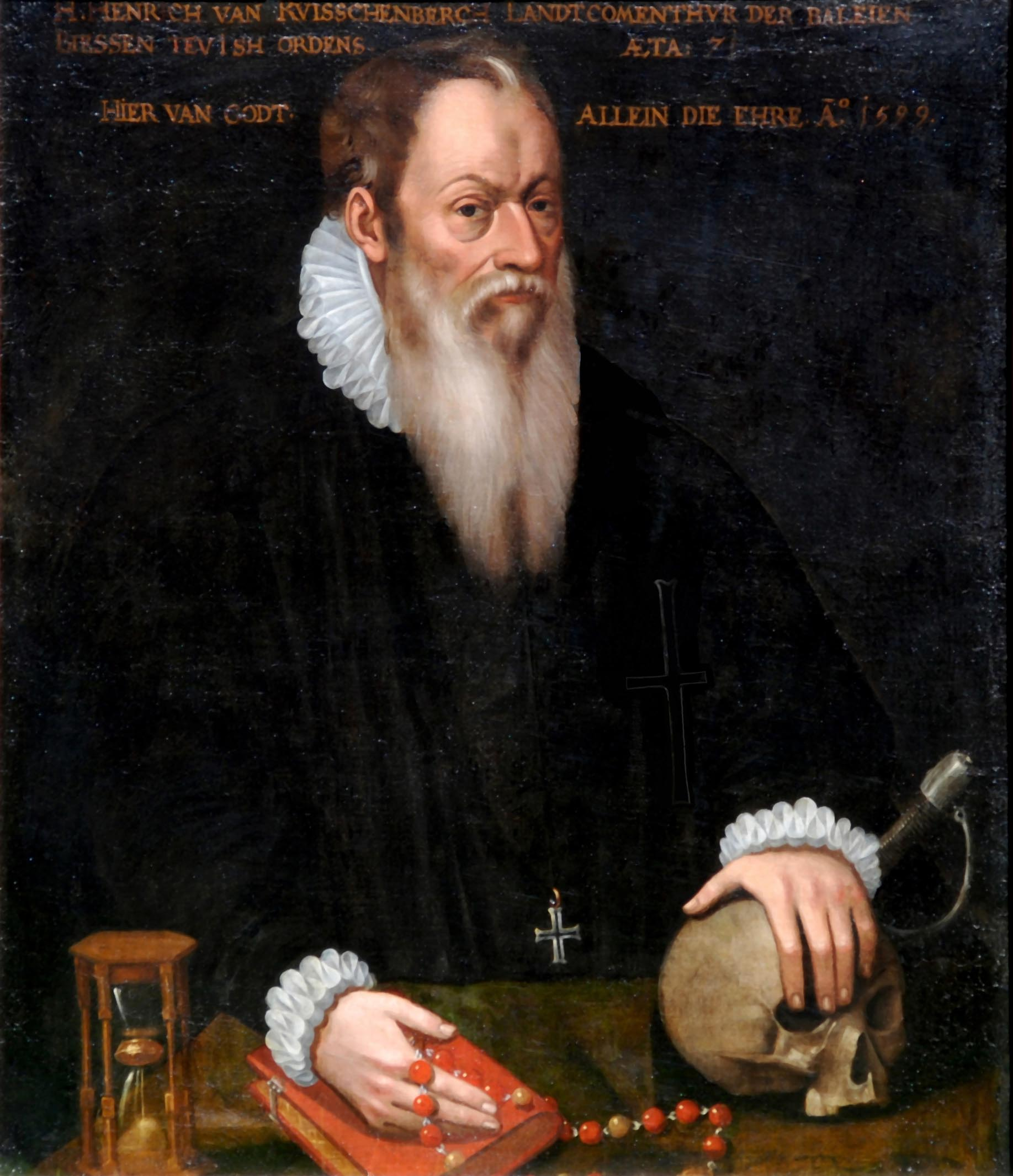
Heinrich von Reuschenberg um 1599

Die Kommende Jungen-Biesen des Deutschen Ordens entstand 1573 in der südlichen Kölner Vorstadt Oversburg an der dortigen Severinstraße. Die Kommende hatte Bestand bis zum Jahr 1802.

## Geschichte
Mitglieder einer zum geistlichen Ritterorden gehörenden, ursprünglich karitativen Gemeinschaft des Deutschen Ordens waren schon am Anfang des 13. Jahrhunderts in Köln engagiert.
Im 16. und 17. Jahrhundert hatte sich in der bisherigen Ordensstruktur eine neue personelle Gewichtung in der Zusammensetzung der Mitglieder vollzogen.  Die Dominanz des geistlichen Standes (Priester) war rückläufig geworden, dagegen war der Anteil des Adelsstandes (Ritter) stark angestiegen. Dies veranlasste den Landkomtur der Ballei Alten-Biesen, Heinrich von Reuschenberg, Maßnahmen zu ergreifen, die ihm geeignet erschienen, dem Mangel an qualifizierten Geistlichen im Orden abzuhelfen. So stiftete er unter anderem den Kölner Laurentianern, die eines der stadtkölnischen Gymnasien als Vorstufe des Zugangs an die Universität zu Köln unterhielten, ein Schulgebäude an der Nordseite des Minoritenklosters, das so genannte „Reuschenberger Fundationsgebäu“ (1766/67 umgebaut).  An diese Einrichtung vergab Reuschenberg zwölf Stipendien, davon drei für Adelige, drei für wohlhabende Bürgerliche und sechs für junge Männer aus der Schicht der armen Bevölkerung. Er verband diese Stipendien mit der Unterbringung der Studenten in der auch zu diesem Zweck von ihm 1573 gegründeten Kommende Jungen-Biesen in Köln, die ebenfalls den studierenden Stipendiaten der Ballei „Aldenbiesen“ Unterkunft und Auskommen sichern sollte.

### Entstehungsort
Zum Zweck einer neuen Ordensniederlassung kaufte Heinrich von Reuschenberg 1573 an der Severinstraße das „Haus zum Bierbaum“ (1320 dom. Birbome, und war Ailbrechts vom Birhouven (Huys) auf dem Ort zur Bonnergasse), sowie im Jahr 1581 den Bonner Hof und weiteres Gelände. Im Sommer 1582 begannen die Umbauarbeiten des Hofes.

### Die neue Niederlassung

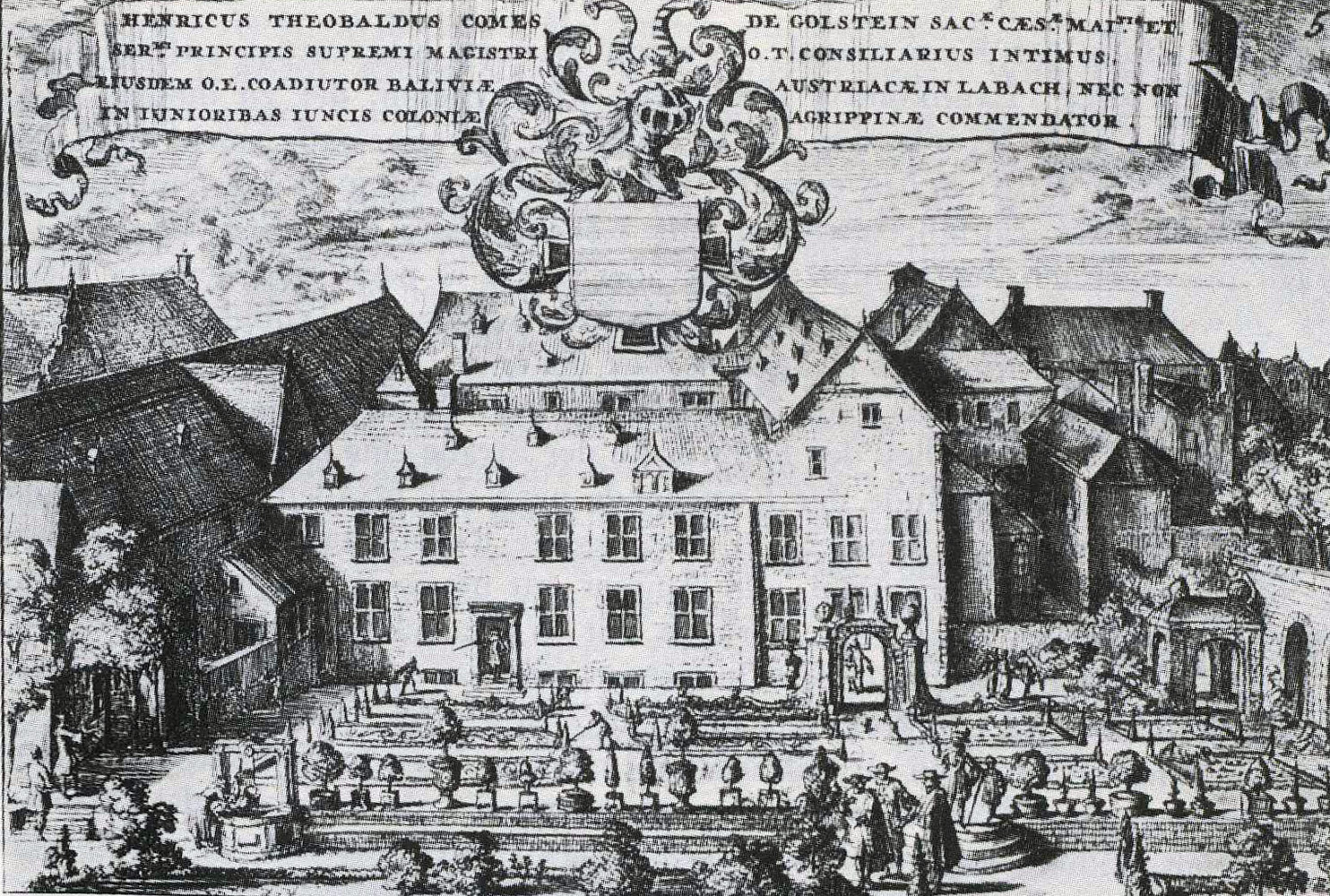
Anlage der Kommende um 1700 (Gartenansicht von Westen), Radiering von Romeyn de Hooghe

Mit Billigung des Kölner Rates durfte die künftige Kommende die in das Gelände führende Bonner Gasse, die auch „Im Sack“ genannt wurde, überbauen, und konnte so eine Gesamtfläche des verfügbaren Baugeländes von 420,75 Quadratruten in ihre Planungen einbeziehen. Erste Arbeiten betrafen das Haus Bierbaum (von dem Weinsberg berichtete, dass „geweltlich“ an diesem gearbeitet werde), welches zum Wohnhaus des  Komturs umgebaut wurde. Für ein kleines errichtetes Oratorium erhielt man im Jahr 1593 die Erlaubnis, Gottesdienste abhalten zu dürfen. Im Jahr 1601 wurde die Neugründung durch Maximilian, den damaligen Hochmeister des Ordens, bestätigt.

### Kommende Jungen-Biesen
Insgesamt entstanden neben diversen Wirtschaftsgebäuden, drei zusammenhängende, zweigeschossige Wohngebäude, die einen Hof von 18 m Länge und 13 m Breite  umschlossen. Die Gebäude hatten mit Gauben bestückte Satteldächer, die mit Schiefer gedeckt waren. Das Hauptgebäude war an der Severinstraße 31,50 m lang und hatte eine Tiefe von 6,60 m. Über eine angebaute, turmartige Wendeltreppe gelangte man in die Obergeschosse. Das rückwärtige, dem Garten zugewandte Gebäude war unterkellert und war 27 m lang. Sein Erdgeschoss enthielt einen großen Saal.  Der fast quadratische Mittelbau hatte 13,25 m Länge und 14,50 m Breite, mit jeweils einem großen Raum und zwei Treppenfluren in den Geschossen. Der Anlage schloss sich nach Westen ein Garten von 100 × 40 Metern an, der im Stil niederländischer Gartenkunst gestaltet war. An seinem Ende, an der dort gelegenen Spitzengasse, befand sich die Einfahrt zur Kommende. Diesen Zugang plante wahrscheinlich Heinrich Theobald Graf von Goldstein, Coadjutor der Österreichischen Ballei in Laibach und Komtur in Jungen-Biesen, da man nach seinem Tod (1719) den Zugang Spitzengasse im Jahr 1730 durch eine aus Haustein eingesetzte Pforte an der Severinstraße ergänzte. Weitere Neuerungen, wie die neu gebrochener Fenster, der Verputz der Mauern und neue Fußböden, sowie die Installation von Heizungsanlagen, folgten. Der Bau eines steinernen Sommerhauses im Garten rundete die Modernisierungen im 18. Jahrhundert ab.

### Säkularisation und Aufhebung
Die Kommende Jungen-Biesen wurde im Jahr 1802 aufgehoben, und 1804 wurden ihre Gebäude per Dekret Napoleons zur Dienstwohnung des Direktors eines Ingenieurkorps bestimmt. Nach dem Abzug der Franzosen wurden die Gebäude teilweise als Militärmagazin unter der dann preußischen Regierung genutzt. Später überwies man die Immobilie der Schulverwaltung, die diese im weiteren Verlauf des 19. Jahrhunderts dem Direktor des auf dem ehemaligen Karmelitergelände entstandenen Gymnasiums als Dienstwohnung zuwies. 1883 wurden das Vorderhaus und im Jahr 1885 die übrigen Bauten der ehemaligen Kommende niedergelegt. Auf dem Grundstück entstand ein großes Gebäude, welches die Anschrift Severinstraße 251 erhielt.

## Komture von Jungen Biesen
(Quelle: )
- 1574–1603 Heinrich von Reuschenberg; Landkomtur Biessen
- 1604–1628 Dietrich von Landsperg
- 1631–1633 Heinrich von Kolff zu Vettelhoven; seit 1612 Hauskomtur der Kommende Ramersdorf
- 1635–1648 Wilhelm von Metternich[7]
- 1649–1657 Freiherr Friedrich Edmund Godfried B. von Bocholtz zu Orey; bis 1646 Hauskomtur der Kommende Ramersdorf, ab 1657 Landkomtur Biesen, Kontur von Peterfuren
- 1668–1669 Freiherr Johann Franz von Lützerode zum Vorst (1639–1676)[8]
- 1682 Freiherr von Vestrem
- 1687–1691 Freiherr Wilhelm Dietrich von Kolff zu Vettelhoven;  ab 1677 Komtur von Peterfuren; ab 1682 zu Ordingen und Holt, 1683 zu Beckefort, ab 1691 zu Siersdorf,
- 1697–1719 Graf Heinrich Theobald von Goltstein (1649–1719); Hauskomtur der Kommende Ramersdorf, 1687 Hauskomtur zu Laibach, ab 1694 Landkomtur der Ballei Österreich
- 1720–1728 Vakanz
- 1729–1732 Ritter Johann Joseph von der Noot zu Carloo
- 1737–1741 Freiherr Johann Kaspar von Hillesheim (1689–1761); nach einander Komtur von Köln, Ramersdorf und Siersdorf
- 1756–1757 Graf Nicolas Bernard von Borchgrave; ab 1761 Hauskomtur der Kommende Ramersdorf, 1767 Hauskomtur von Bernsheim, 1773 vom Gemert[9]
- 1757–1758 Graf Kaspar Anton von Belderbusch (-1784); 1761–1780 Koadjutor und Landkomtur der Ballei Biesen
- 1758–1767  Reichsgraf Raymund Casimir von Lamberg (-1775); ab 1773 Komtur von Siersdorf
- 1770–1777 Freiherr Lotar Franz von Horneck zu Weinheim; Komtur von Siersdorf und Landkomtur der Ballei Biesen
- 1778–1780 Freiherr Franz Joseph Johann Nepomuk Fidelis von Reischach (1730-); Komtur von Beckefort; 1767 Komtur zu Ramersdorf, 1773 von Gruitrode, dann von Beckefort, 1787–1805 Landkomtur der Ballei Biesen
- 1780–1784 Freiherr Franz Nikolas von Kolff zu Vettelhoven (1723-); 1773 Komtur von Peterfuren, 1784–1793 Komtur von Beckevoort
- 1784–1792 Freiherr Heinrich Adam von Epp zu Neu-Dettelsau und Rechtenstein (1732–1792); 1773 Komtur zu Aachen und Gruitrode, dann in Köln, seit 1791 Hauskomtur von Alden Biesen[10]
- 1796–1809  Reichsgraf Joseph Franz Anton Arnold von Schaesberg; 1782 Komtur von Oerdingen, 1785–1792 von Aachen, 1793–1794 von Peterfuren, 1805 Hauskomtur von Alden Biesen